# Beltring
Beltring est une localité du Kent, au Royaume-Uni. Beltring est connu pour le spectacle annuel Guerre et Paix qui se déroule au Hop Farm Country Park. Jusqu'à récemment, la ferme était la propriété de la brasserie Whitbread, mais elle est maintenant un parc privé qui s'enorgueillit de posséder la plus grande collection de bâtiments de touraillage au monde.